# Matt Lovell
Matt Lovell est un producteur de disques australien bien connu et un mixeur pour plusieurs artistes dont Something for Kate, The Mess Hall, Tom Morgan et Shihad. En plus de produire, Matt a également travaillé avec des groupes de musique comme Eskimo Joe, Grinspoon, Silverchair, The Whitlams, INXS, Spiderbait, The Presets, The Sleepy Jackson et Cold Chisel.
Matt a gagné le prix d'ingénieur du son australien de l'année trois fois de suite au gala des prix Australian Recording Industry Association (ARIA).
Matt Lovell fait également de la bière. Elle se nomme la Lovells Lager. Matt peut souvent être trouvé à son local, indulgeant ses vrais passions - amis, musique locale indépendante et bière. Il a créé sa bière alors que l'industrie musicale indépendante était en chute libre.
Tout comme son créateur, la Lovells Lager est un fier supporter de la musique locale et indépendante, les arts, les films et les gens en général.
Il a également travaillé avec d'autres producteurs de musique bien connus dont:
- Andrew Farriss
- Tony Cohen
- Kevin Shirley
- Nik Launay